# Sunita Narain

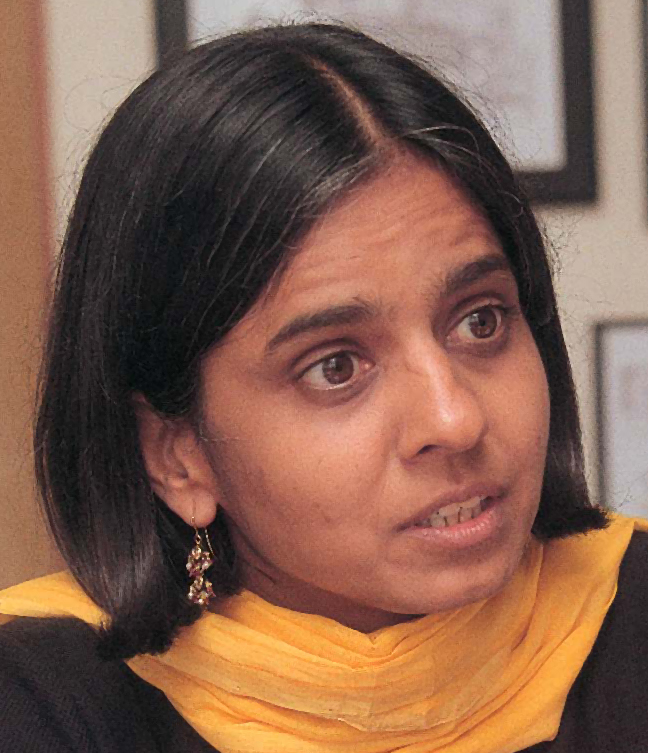
Sunita Narain (2007)

Sunita Narain ist eine indische Publizistin und Umweltschützerin. Sie ist Leiterin des Centre for Science and Environment (CSE) und ist Herausgeberin des Zeitschrift Down To Earth.

## Leben und Wirken
Im Jahr 1982 kam Narain zum CSE. Gemeinsam mit dessen Gründer Anil Agarwal recherchierte sie fortan den „Bürgerbericht zur Lage der Umwelt in Indien“, dessen eindringlichen Ergebnisse weltweit für Aufsehen sorgten. Nach Agarwals Tod im Jahr 2002 folgte Narain ihm als Leiterin des CSE. Narain war auch Mitglied des Rates für Klimawandel des indischen Premierministers.
Narains Forschungsarbeit liegt an der Schnittstelle zwischen Nahrung und Umwelt. Sie setzt sich weiterhin für Klimagerechtigkeit ein und argumentiert, dass die Welt ein ehrgeiziges und gerechtes Abkommen brauche. In ihrer Arbeit befasst sie sich damit, wie die Umwelt zur Grundlage für die Sicherung des Lebensunterhalts der Menschen Indiens werden kann. Dabei verknüpft sie die Fragen der lokalen Demokratie mit der globalen Demokratie und argumentiert, dass jeder Mensch einen Anspruch auf die gemeinsame weltweite Atmosphäre habe. Sie setzt sich für die Vermeidung des Einsatzes von Chemikalien in der Landwirtschaft des globalen Südens ein. Im Rahmen ihrer Arbeit zur Klimakrise engagiert sie sich für einen Green New Deal.
Im Jahr 2005 wurde sie von der indischen Regierung mit dem Padma Shri ausgezeichnet und erhielt außerdem den Stockholm Water Prize. Das US-amerikanische Time-Magazin führte sie 2019 im Artikel „Meet 15 Women Leading the Fight Against Climate Change“ als eine von 15 Frauen, die den Kampf gegen den Klimawandel anführen, auf. Im Jahr 2020 wurde sie mit der Edinburgh Medal ausgezeichnet.

## Veröffentlichungen (Auswahl)
- Anil Agarwal und Sunita Narain (1997): Dying Wisdom: Rise, Fall and Potential of India's Traditional Water Harvesting Systems (State of India's Environment, Volume 4).
- Sunita Narain (2017): Conflicts of Interest: My Journey through India’s Green Movement.

## Auszeichnungen
- Die Zeitschrift Foreign Policy zählte sie zu den 100 wichtigsten Intellektuellen der Welt[1]
- Das Time Magazine zählte sie zu den einflussreichsten Persönlichkeiten der Welt (2016)[4]
- Trägerin des indischen Ordens Padma Shri (2005)[2]
- Preisträgerin des World Water Prize[2]